# Set Melander
Set Vilhelm Melander, född den 13 februari 1897 i Kalmar, död den 31 oktober 1969 i Salzburg, var en svensk militär. Han var i sitt tredje äktenskap, ingånget 1944, måg till Paul Nilsson.
Melander avlade officersexamen 1917 och blev löjtnant 1920. Efter att ha genomgått Artilleri- och ingenjörhögskolans högre kurs 1920–1922 blev han kapten 1932. Melander tjänstgjorde i generalstaben sistnämnda år, var fortifikationsstabsofficer 1932–1937 och lärare vid Sjökrigsskolan  1933–1937. Han befordrades till major 1940, till överstelöjtnant 1941 och till överste 1947. Melander var fortifikationsbefälhavare i Bodens fästning 1941–1946, i Vaxholms fästning 1946–1951, och tjänstgjorde vid fortifikationsförvaltningen 1951–1957. Han blev riddare av Svärdsorden 1938 och av Vasaorden 1946 samt kommendör av andra klassen av Svärdsorden 1951 och kommendör av första klassen 1954. Melander vilar i en familjegrav på Södra kyrkogården i Kalmar.